# Brian Hyland
Brian Hyland, född den 12 november 1943 i Woodhaven i New York, är en amerikansk sångare.
Brian Hyland slog igenom 1960, som sextonåring, med singeln "Itsy Bitsy Teenie Weenie Yellow Polka Dot Bikini". Låten handlade om flickan som var för blyg för att visa sig i sin nya bikini.
Han fortsatte därefter spela in musik under resten av 1960-talet. Några fler hits med Hyland är "Let Me Belong to You" (1961), "Sealed with a Kiss" (1962), "Ginny Come Lately" (1962), "The Joker Went Wild" (1966) och en cover på The Impressions "Gypsy Woman" (1970).

## Diskografi (i urval)
Album
- 1961 – The Bashful Blonde
- 1962 – Let Me Belong to You
- 1962 – Sealed with a Kiss
- 1963 – Country Meets Folk
- 1964 – Here's to Our Love
- 1965 – Rockin' Folk
- 1966 – The Joker Went Wild
- 1967 – Tragedy
- 1967 – Young Years (a reissue of) Here's to Our Love
- 1969 – Stay and Love Me All Summer
- 1970 – Brian Hyland
- 1977 – In a State of Bayou
- 1987 – Sealed with a Kiss
- 1994 – Greatest Hits
- 2002 – Blue Christmas
- 2009 – Triple Threat Vol. 1
- 2010 – Triple Threat Vol. 2
- 2011 – Triple Threat Vol. 3

EP
- 2010 Another Blue Christmas

Singlar (topp 50 på Billboard Hot 100)
- 1960 – "Itsy Bitsy Teenie Weenie Yellow Polkadot Bikini" (#1)
- 1961 – "Let Me Belong to You" (#20)
- 1962 – "Ginny Come Lately" (#21)
- 1962 – "Sealed with a Kiss" (#3)
- 1966 – "The Joker Went Wild" (#20)
- 1966 – "Run, Run, Look and See" (#25)
- 1970 – "Gypsy Woman" (#3)

## Covers
Lill-Babs gjorde en svensk version av bikini-låten.
Bibi Johns och senare dansbandet Cool Candys gjorde svenska versioner av Ginny Come Lately - Leka med elden.
Den svenska popgruppen The Hounds hade 1967 en hit med en cover av Sealed with a Kiss.